# Ephraïm Chambers
Pour les articles homonymes, voir Chambers.
Ephraïm Chambers, né à Kendall, Westmorland, en 1680 et mort dans la banlieue de Londres, à Islington le 15 mai 1740, est un éditeur et encyclopédiste anglais.

## Biographie
D’origine modeste, il accomplit ses études à Kendal puis entre comme apprenti chez un cartographe.
Il publia par souscription la Cyclopaedia or Universal Dictionary of Arts and Sciences à Londres en 1728, (2 vol. in-f°). L’ouvrage récolta un franc succès et le fit admettre à la Société royale de Londres. Pour la seconde édition de Cyclopædia, Chambers écrivit un texte intitulé Considération, aujourd’hui perdu, qui donnait un aperçu de ses travaux. Il prévoyait un remaniement de l’encyclopédie, qui ne fut jamais effectué. En revanche, cinq éditions parurent en dix-huit ans, dont une des plus estimées au XIXe siècle est selon le Dictionnaire Bouillet celle de Abraham Rees, 1788-1791, Londres, 5 vol. in-fol.
Dans son Discours de 1736, Andrew Michael Ramsay, dignitaire de la récente première Grande Loge de France, annonçait la publication d’un dictionnaire universel des arts libéraux et des sciences utiles, commencé à Londres. C’est André-François Le Breton, qui proposa la traduction de la Cyclopædia à Denis Diderot et se fera par la suite l’éditeur de l'Encyclopédie.
Éphraïm Chambers fonda aussi un magazine littéraire et traduisit du français l’Usage de la perspective de Jean Dubreuil.
En tant que membre de la Royal Society, il est inhumé dans l’abbaye de Westminster, à Londres.
Franc-maçon, la traduction de sa Cyclopaedia or Universal Dictionary of Arts and Sciences est la base de l'Encyclopédie de Diderot.

## Source
Cet article comprend des extraits du Dictionnaire Bouillet. Il est possible de supprimer cette indication, si le texte reflète le savoir actuel sur ce thème, si les sources sont citées, s'il satisfait aux exigences linguistiques actuelles et s'il ne contient pas de propos qui vont à l'encontre des règles de neutralité de Wikipédia.